# IEEE 802.11
IEEE 802.11, известен също и под наименованието Wi-Fi, е набор от дефинирани стандарти за Wireless LAN (WLAN), разработени от работна група 11 на IEEE LAN/MAN Standards Committee (IEEE 802). Изразът 802.11x се използва да обозначи набор от стандарти и не бива да се бърка с нито един от неговите елементи и освен това не съществува самостоятелен 802.11x стандарт. Изразът IEEE 802.11 също така се отнася и към първоначалния 802.11 - Legacy стандарт от 1997 година. За приложението на тези стандарти вижте статията за Wi-Fi.
Серията 802.11 включва шест техники за модулация във въздушна среда, всички които използват един и същ протокол. Най-популярните техники са тези определени от 802.11b, 802.11a, и 802.11g; сигурността е била първоначално включена и по-късно разширена чрез подобрението 802.11i. 802.11n е друга модулационна техника, която е разработена. Другите стандарти от фамилията (c–f, h, j) са сервизни разширения или поправки на предишни спецификации. 802.11b е първият широко приет мрежов стандарт, последван от 802.11a и 802.11g.
802.11b и 802.11g стандартите използват 2,4 GHz честота, използвана (в САЩ) под Part 15 на FCC Правила и регулации. Поради избора на честотния канал 802.11b и 802.11g оборудването може да получи интерференция от микровълнови фурни, безжични телефони, Bluetooth устройства и други използващи тази честота. 802.11a стандартът използва 5 GHz честота и за това не се влияе от продукти, работещи на честота 2,4 GHz.
Спектърният сегмент на радиочестотата може да варира в различните държави.

## Протоколи
| Поколение | Версия   | Дата на излизане | Оперативна честота | Честотна лента        | Скорост на трансфер (средна) | Скорост на трансфер (максимална) | Обхват (в сграда) | Обхват (на открито) |
| --- | -------- | ---------------- | ------------------ | --------------------- | ---------------------------- | -------------------------------- | ----------------- | ------------------- |
| Legacy | 802.11   | 1997             | 2.4 GHz            | 20 MHz                | 1 Mbit/s                     | 2 Mbit/s                         | ~20 метра         | ~100 метра          |
| (Wi-Fi 1*) | 802.11a  | 1999             | 5 GHz              | 20 MHz                | 23 Mbit/s                    | 54 Mbit/s                        | ~35 метра         | ~120 метра          |
| (Wi-Fi 2*) | 802.11b  | 1999             | 2.4 GHz            | 20 MHz                | 4.3 Mbit/s                   | 11 Mbit/s                        | ~38 метра         | ~140 метра          |
| (Wi-Fi 3*) | 802.11g  | 2003             | 2.4 GHz            | 20 MHz                | 19 Mbit/s                    | 54 Mbit/s                        | ~38 метра         | ~140 метра          |
| - | 802.11y  | 2008             | 3.7 GHz            | 20, 40 MHz            | 23 Mbit/s                    | 54 Mbit/s                        | ~50 метра         | ~5000 метра         |
| Wi-Fi 4 | 802.11n  | 2009             | 2.4 GHz / 5 GHz    | 20, 40 MHz            | 130 Mbit/s                   | 300 Mbit/s                       | ~70 метра         | ~250 метра          |
| Wi-Fi 5 | 802.11ac | 2013             | 5 GHz              | 20, 40, 80, 160 MHz   | 87,6 Mbit/s                  | 867 Mbit/s                       | ~50 метра         | ~200 метра          |
| Wi-Fi 6 | 802.11ax | 2021             | 2.4 GHz / 5 GHz    | 20, 40, 80, 160 MHz   | 1 - 2 Gbit/s                 | 9.6 Gbit/s                       | ~70 метра         | ~250 метра          |
| Wi-Fi 6E | 802.11ax | 2021             | 2.4 GHz / 5 GHz    | 20, 40, 80, 160 MHz   | 1 - 2 Gbit/s                 | 9.6 Gbit/s                       | ~70 метра         | ~250 метра          |
| Wi-Fi 7 | 802.11be | 2024             | 2.4 GHz / 5 GHz    | 80, 160, 240, 320 MHz | 5 - 10 Gbit/s                | 46 Gbit/s                        | ~70 метра         | ~250 метра          |
| Wi-Fi 8 | 802.11bn | очаква се 2028   | -                  | -                     | -                            | -                                | -                 | -                   |
| *Уточнение - Wi‑Fi 1, 2 и 3 са условно наименувани така в съответната хронологична последователност с цел улеснение на категоризирането им. Официално те не се назовават по този начин. |          |                  |                    |                       |                              |                                  |                   |                     |

### 802.11 - Legacy
| Дата на излизане | Оперативна честота | Честотна лента | Скорост на трансфер (средна) | Скорост на трансфер (максимална) | Обхват (в сграда) | Обхват (на открито) |
| ---------------- | ------------------ | -------------- | ---------------------------- | -------------------------------- | ----------------- | ------------------- |
| Юли 1997         | 2.4 GHz            | 20 MHz         | 1 Mbit/s                     | 2 Mbit/s                         | ~20 метра         | ~100 метра          |

Първоначалната версия на стандарта IEEE 802.11 датира от 1997 г. и определя две скорости от 1 и 2 мегабита в секунда (Mbit/s), които да се излъчват чрез инфрачервени (ИЧ) сигнали за индустриални, научни, медицински цели от честотна лента на 2.4 GHz. ИЧ остава част от стандарта, която все още няма широка реализация.
Първоначалният стандарт дефинира Carrier Sense Multiple Access с избягване на колизии като метод за достъп до медията. Значителен процент от наличния капацитет на каналите се жертва, за да се подобри надеждността на изпращането при разнообразни и враждебни състояния на средата.